# Liste des phares de Madère
Cet article dresse la liste des phares du territoire autonome de Madère qui est un archipel du Portugal composé de l'île du même nom et de plusieurs autres petites îles, situé dans l'océan Atlantique, à 973 km de Lisbonne et à 661 kilomètres à l'ouest-nord-ouest des côtes de la province d'Essaouira au Maroc. Ils sont sous la compétence de l'Autorité Maritime Nationale  de la marine portugaise dont le siège de la Direction des phares se trouve à Lisbonne.

Carte de Madère

## Porto Santo

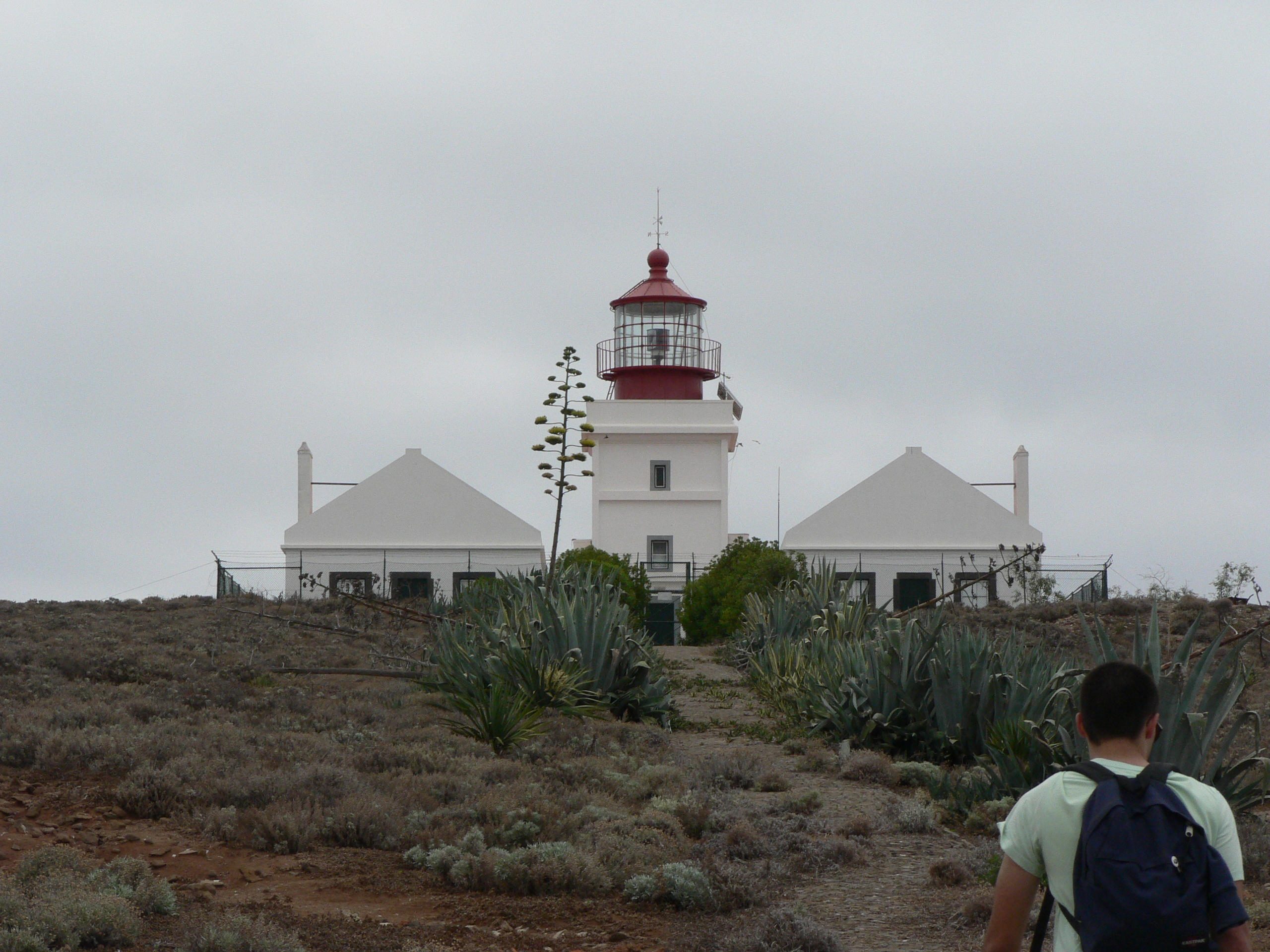
Phare de l'île de Cima

- Phare de l'îlot de Cima
- Phare de porto Santo (Nord)
- Phare de Porto Santo (Sud)
- Phare de l'îlot de Ferro

## Île de Madère

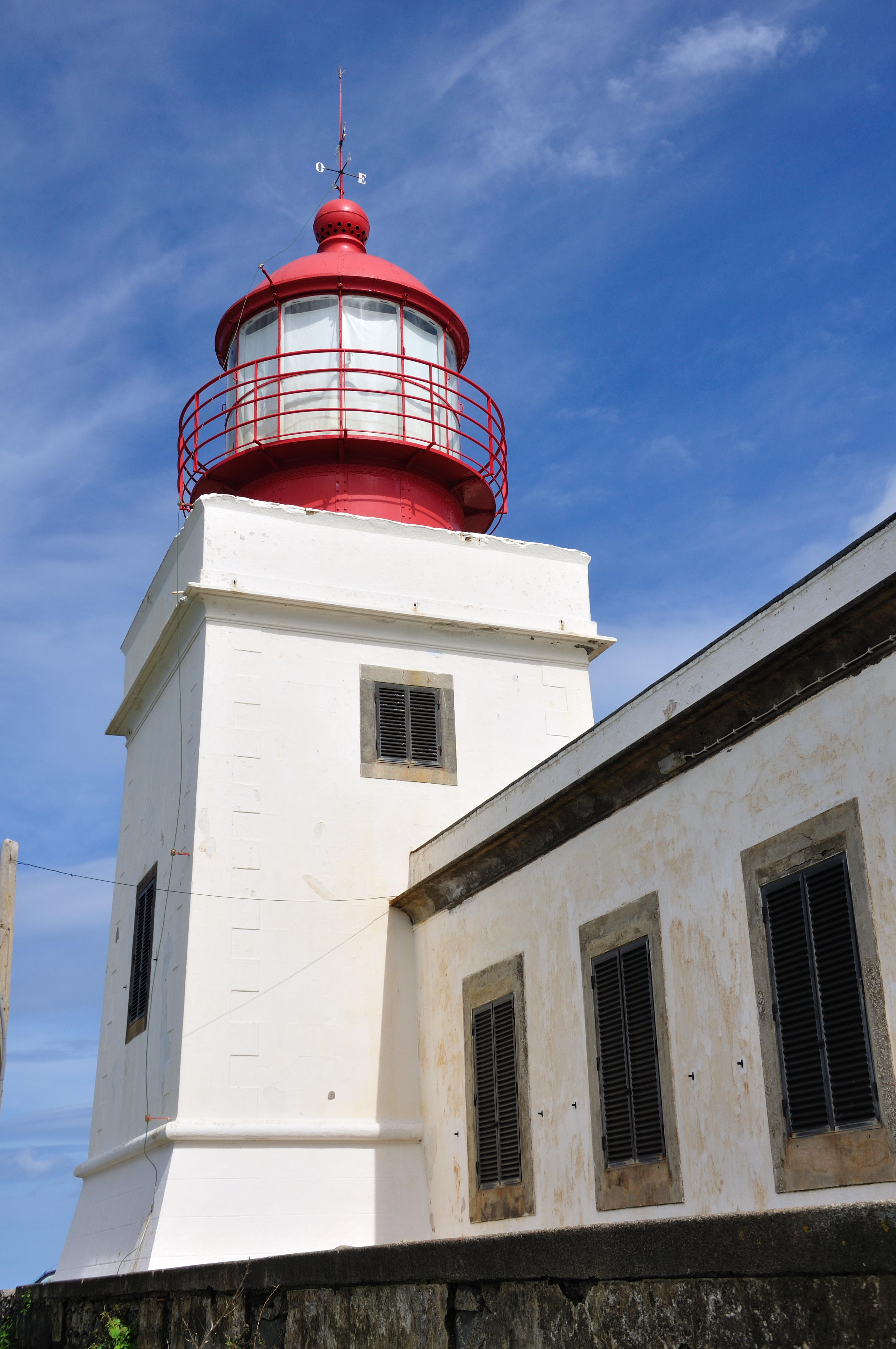
Phare de Ponta do Pargo

- Phare de Ponta de São Lourenço
- Phare de Funchal
- Phare de Câmara de Lobos
- Phare de Ribeira Brava
- Phare de Ponta do Pargo
- Phare de Porto Moniz (Îlot Mole)
- Phare de Ponta de São Jorge

## Îles Desertas
- Phare de l'îlot Chão
- Phare de l'île de Bugio

## Îles Selvagens
- Phare de Selvagem Grande
- Phare de Selvagem Pequena